# Herz-Jesu-Kirche (Halle)
Die Herz-Jesu-Kirche ist eine katholische Pfarrkirche im ostwestfälischen Halle in Nordrhein-Westfalen, Deutschland. Die Kirche gehört zum Pastoralverbund Stockkämpen im Erzbistum Paderborn.
Die Kirche wurde 1908/09 im neogotischen Stil errichtet und hat etwa 250 Sitzplätze. Die Außenmauern der Kirche sind in Bruchstein-Mauerwerk erstellt. Der Turm hat einen spitzen Turmhelm und flankierende Türmchen.

## Geschichte
Im März 1902 wurde bekannt, dass die tief religiöse Gräfin Julia von Korff gen. Schmising-Kerssenbrock (1837–1907) für den Bau einer katholischen Kirche in Halle eine testamentarische Stiftung von 60.000 Kronen gemacht hatte. Am 20. Dezember 1907 wurde der Neubau durch den Minister für geistliche Angelegenheiten genehmigt. Die Grundsteinlegung fand am 19. Juli 1908 statt. Der Bau wurde nach Plänen von Arnold Güldenpfennig errichtet. Die Kirchweihe wurde am 14. November 1909 vollzogen. Zum Dank der Stifterin wurde sie im Mittelschiff der Kirche vor dem Chorraum beigesetzt.
Die Kirche wurde um 2000 renoviert.

## Orgel
Die Orgel aus dem Jahr 1980 wurde 2006 durch ein neues Instrument von Jäger & Brommer aus Waldkirch ersetzt. Das neue Instrument ist im französisch-symphonischen Stil disponiert, wobei das große Schwellwerk die Funktion eines Hauptwerkes hat. Das Instrument hat insgesamt 21 Register auf zwei Manualen. Die Pedalregister werden über Transmissionen aus dem Hauptwerk abgeleitet. Das 1. Manual ist ein Koppelmanual.
| II Hauptwerk C–g3 |                  |     |
| 1.                | Bourdon          | 16′ |
| 2.                | Prinzipal        | 8′  |
| 3.                | Bourdon          | 8′  |
| 4.                | Gambe            | 8′  |
| 5.                | Voix Céleste     | 8′  |
| 6.                | Prestant         | 4′  |
| 7.                | Flûte Octaviante | 4′  |
| 8.                | Octave           | 2′  |
| 9.                | Plein Jeu IV     |     |
| 10.               | Basson           | 16′ |
| 11.               | Trompette harm.  | 8′  |
| 12.               | Hautbois         | 8′  |
|                   | Tremblant        |     |

| III Rückpositiv C–g3 |             |        |
| 13.                  | Rohrflöte   | 8′     |
| 14.                  | Prinzipal   | 4′     |
| 15.                  | Koppelflöte | 4′     |
| 16.                  | Nasard      | 2 ⁄3′  |
| 17.                  | Flageolet   | 2′     |
| 18.                  | Terz        | 1 3⁄5′ |
| 19.                  | Quinte      | 1 ⁄3′  |
| 20.                  | Scharff III |        |
| 21.                  | Cromorne    | 8′     |
|                      | Tremblant   |        |

| Pedal C–f1 |                    |     |
| 22.        | Subbass (Nr. 1)    | 16′ |
| 23.        | Oktavbass (Nr. 2)  | 8′  |
| 24.        | Bourdon (Nr. 3)    | 8′  |
| 25.        | Prestant (Nr. 6)   | 4′  |
| 26.        | Basson (Nr. 10)    | 16′ |
| 27.        | Trompette (Nr. 11) | 8′  |

- Koppeln: II/I, III/I, II/P, III/P